# Analcharakter
Analcharakter ist ein Begriff der von Sigmund Freud begründeten Psychoanalyse. Er wurde 1923 ausführlicher von Karl Abraham beschrieben und in seinen theoretischen Grundlagen von zahlreichen Psychoanalytikern fortentwickelt. Der Begriff bezeichnet Menschen, die eine charakterlich verfestigte, ausgeprägte Liebe zum Detail und weitere Besonderheiten bzw. Auffälligkeiten in ihrem Erleben und Verhalten aufweisen. Dazu gehören beispielsweise eine besondere Ordnungsliebe und Sparsamkeit, die der psychoanalytischen Lehre entsprechend eine Fixierung auf der analen Stufe der Libidoentwicklung annehmen lassen. Diese sei, so u. a. Abraham, „durch ein Vorwiegen der analen und sadistischen Triebkomponenten ausgezeichnet“. Freud berichtete über den Analcharakter 1905 in seinen Drei Abhandlungen zur Sexualtheorie und 1908 in seinen Bemerkungen über Charakter und Analerotik.

## Definition
Das Online-Wissenschaftsportal der Zeitschrift Spektrum der Wissenschaft schlägt in seinem Lexikon der Psychologie folgende Formulierung als Definition vor:

„Analcharakter, auch: analer Charakter, von anus = After abgeleitet, von S. Freud so bezeichnete Persönlichkeitsstruktur, die als Folge von rigider Sauberkeitserziehung bzw. Reinlichkeitserziehung von ihm mit den Charakterzügen übertriebene Pünktlichkeit, Ordnung, Sparsamkeit (Geiz), Genauigkeit und Eigensinn und sonstige zwangsartige Verhaltenseigenschaften (widerholte [sic] Kontrolle, ob Licht gelöscht, Gashahn geschlossen, Tür versperrt ist) in Verbindung gebracht wurden. Bezeichnung für ein Bündel von Persönlichkeitseigenschaften, die als Folge der Regression auf die anale Phase – anstelle spezieller neurotischer Symptome – entstehen können.“

Neben regressiven Prozessen machte Abraham in Anlehnung an Jones die „Erziehung des Kindes zur Reinlichkeit“ für die Entwicklung eines Analcharakters verantwortlich. Der Begriff werde mit der Zwangsstörung in Verbindung gebracht, obwohl Symptome im eigentlichen Sinn fehlen. Allerdings gebe es bei der Charakterbildung laut Abraham psychologische Beziehungen „zwischen den beiden Triebgebieten“ des Sadismus und der Analerotik.

## Begriffsgeschichte
Die Erstbeschreibung des Analcharakters erfolgte durch Sigmund Freud. Karl Abraham griff sie auf:

„Freud’s erste Beschreibung des analen Charakters besagte, daß gewisse Neurotiker drei Charakterzüge in besonderer Ausprägung darbieten: eine Ordnungsliebe, die oft in Pedanterie ausarte, eine Sparsamkeit, die leicht in Geiz übergehe, und einen Eigensinn, der sich zu heftigem Trotz steigere.“

In seinen Ausführungen von 1923 führte Abraham die Freudschen Beschreibungen durch eigene Erkenntnis fort und ergänzte sie durch Mitteilungen von Isidor Sadger, Sándor Ferenczi und Ernest Jones. Er bezeichnete die durch induktive Forschung gewonnene „Entwicklung der Lehre vom Analcharakter“ als „vielleicht das merkwürdigste und lehrreichste“ Beispiel dieser Art von Erkenntnisgewinnung.
Kritik am Begriff des Analcharakters findet sich kaum. Stattdessen wird er von Vertretern verschiedener wissenschaftlicher Disziplinen immer wieder verwendet. Nach Alan Dundes, einem amerikanischen Ethnologen, sei „der deutsche Nationalcharakter, unverändert seit Jahrhunderten, ein ausgeprägter Analcharakter“, wie das Nachrichtenmagazin Der Spiegel 1985 unter dem Titel Zwanghafte Neigung berichtete. Der Soziologe Wolfgang Bonß erwähnte den Begriff 1992 in seiner Schrift Analytische Sozialpsychologie – Anmerkungen zu einem theoretischen Konzept und seiner empirischen Praxis als Vorläufer des autoritären Charakters, eines von Erich Fromm geprägten und von der Frankfurter Schule vertretenen Begriffspaars. Die populärwissenschaftliche Zeitschrift Psychologie Heute bediente sich 2020 des Begriffs im Zusammenhang mit dem ungewöhnlichen Klopapierkauf während der Corona-Pandemie:

„Die zeitgemäße Variante des analen Charakters scheint nicht so sehr der Bürger zu sein, der Toilettenpapier hamstert. Es sind die ganz besonders Ordentlichen. Die moralisch Entrüsteten, die sich pharisäisch über den Schiss anderer erheben.“

## Eigenschaften des Analcharakters
Über die drei bekanntesten Eigenschaften von Ordnungsliebe, Sparsamkeit und Eigensinn hinaus, die sich zum Teil auch im Kanon der sogenannten Preußischen wie der Sekundärtugenden finden, trug Abraham in seiner Veröffentlichung zahlreiche Merkmale zusammen, durch die sich der Analcharakter auszeichne. Diese Menschen würden oft als „Sonderlinge“ betrachtet. Sie seien der Überzeugung, „sie könnten alles besser machen als irgend ein anderer“. Daraus resultiere die Idee, „alles selbst tun zu müssen, weil kein anderer es so gut machen könne wie sie selbst“, was sich zur Vorstellung der eigenen Einzigartigkeit steigern könne. Damit einher gehe in der Regel eine ausgeprägte „Geringschätzung aller anderen Menschen“. Bei nicht wenigen dieser Charaktere fände sich eine „nachhaltige Störung der Liebesfähigkeit“ und eine Neigung zu „heftigem Fluchen“.
Neben großer Beharrlichkeit wiesen Analcharaktere eine Neigung auf, „jede Leistung bis zum letzten Augenblick hinauszuschieben“. Sie hielten „an einer selbsterdachten Ordnung“ fest, unterlägen einem Ordnungszwang und seien von Herrschsucht getrieben. Daneben sei eine Lust „am Rubrizieren und Registrieren“ und großes Interesse an Statistiken zu beobachten. Sie fertigen mit überdurchschnittlicher Hingabe Listen, statistische Übersichten und Programme an.
Mit einem besonderen Verhältnis zum Geld würden nahezu „alle Lebensbeziehungen“ dieser Menschen „unter den Gesichtspunkt […] des Besitzes gestellt“, ein wesentlicher Charakterzug sei der Neid. Zu beobachten sei ferner eine große „Lust am Betrachten des Besitzes“, ebenso wie das „wohlgefällige Betrachten eigener geistiger Erzeugnisse, wie Briefe, Manuskripte […] oder fertiggestellter Arbeiten aller Art“. Die Überbetonung von Besitz mache es diesen Menschen besonders schwer, sich von Gegenständen zu trennen. Sie mögen nichts wegwerfen.
Ihr Wesen sei von einer besonderen Form der Ambivalenz geprägt, mit der beispielsweise neben der offenkundigen Reinlichkeit in der Regel eine versteckte Unsauberkeit und Unordnung imponiere. Abraham verwies in diesem Zusammenhang auf die Berliner Redensart ‚Oben hui, unten pfui!‘ und die, wie er sagt, derbere bayerische Formulierung ‚Oben beglissen, unten beschissen!‘. Die Toleranz gegenüber Asymmetrie sei gering und so fände sich beispielsweise bei ihrer ausgeprägten Gründlichkeit und Genauigkeit zugleich „oftmals die entgegengesetzte Eigenschaft“.
Mit der Neigung zu Trotz und Gegensätzlichkeit richten sich laut Abraham Menschen mit Analcharakter meist nicht nach der Mode, stehen, wenn andere sitzen, gehen zu Fuß, während andere fahren, und begeben sich in zahlreichen weiteren Zusammenhängen in Widerspruch zum Mainstream.